# Movimiento Cultural Saya Afroboliviano
El Movimiento Cultural Saya Afroboliviano (MOCUSABOL), comenzó como movimiento cultural que recuperaba la danza de la saya afroboliviana, como una de las danzas más representativas del pueblo afroboliviano. Posteriormente se produjo un tránsito a un movimiento político que reivindica la presencia del pueblo afrodescendiente en Bolivia.

## Historia
El año 1988 en la ciudad de La Paz, un grupo de jóvenes afrobolivianos migrantes de la provincia de Nor Yungas en el departamento de La Paz, se organizaron para bailar saya en la fiesta patronal de Coroico realizada el 20 de octubre de cada año. Acudieron a los más viejos de sus comunidades para que les trasmitan oralmente los conocimientos para bailar, cantar y tocar los instrumentos característicos de la saya.
Con la recuperación de la saya afroboliviana se revalorizó y fortaleció la cultura del pueblo afroboliviano dado que algunas temas de la saya describen el origen, la historia e identidad de los afrodescendientes en Bolivia, con ello el movimiento cultural se transformó en movimiento político en función a los contextos políticos bolivianos.